# Лайош Асталош
Лайош Асталош (угор. Asztalos Lajos; 29 липня 1889, Печ — 30 жовтня 1956, Будапешт) — угорський шахіст, міжнародний майстер (1950), міжнародний арбітр (1951). Віце-президент Угорської шахової федерації (1947—1956), активний діяч ФІДЕ та секретар її кваліфікаційної комісії. Шаховий літератор. Національний майстер від 1912 року: посів 2-ге місце на турнірі Угорського шахового союзу в Тімішоарі. Того самого року виграв матч проти Балла (+5 -3 =2). У 1913 році переміг на турнірі майстрів у Дебрецені, випередивши Ріхарда Реті і Дьюлу Бреєра. На міжнародному турнірі пам'яті Рудольфа Харузека (Кошиці, 1918) — 5-те місце.

## Життєпис
Після першої світової війни проживав у Югославії. Успішно виступав на шахових олімпіадах 1927 і 1931 (у складі югославської команди) і низці міжнародних турнірів: Дьйор (1924) — 3-тє; Бардіїв (1926) — 3-тє; Кечкемет (1927) — 4-те; Любляна (1938) — 5-7-ме місця.
Від 1942 року в Угорщині продовжував брати участь у змаганнях: Діошдьйор (1943) — 3-тє; Коложвар (1943) — 4-те; Дебрецен (1948) — 3-те місця (останній виступ у змаганнях).
Від 1949 року займався громадською, педагогічної та літературною діяльністю в галузі шахів. Автор низки шахових книг, численних статей і перекладів радянських шахових видань.
У 1958—1971 роках в Угорщині проводилися меморіали Лайоша Асталоша.